# Cicindela viridisticta
Cicindela viridisticta este o specie de insecte coleoptere descrisă de Bates în anul 1881. Cicindela viridisticta face parte din genul Cicindela, familia Carabidae. Conține o singură subspecie: C. v. arizonensis.